# 陳杰 (景泰進士)
陳杰（1421年—？），字公佐，直隸常州府武進縣人，官藉，明朝政治人物。進士出身。

## 生平
應天府鄉試第一百二十一名。景泰二年（1451年）辛未科會試第一百六十三名，殿試登進士第二甲第九名。

## 家族
曾祖陳以貞，曾任兵部尚書。祖父陳洽，曾任兵部尚書，贈榮祿大夫少保，諡節愍。父亲陳樞，曾任刑科給事中。